# Margaret Mitchell (Informatikerin)

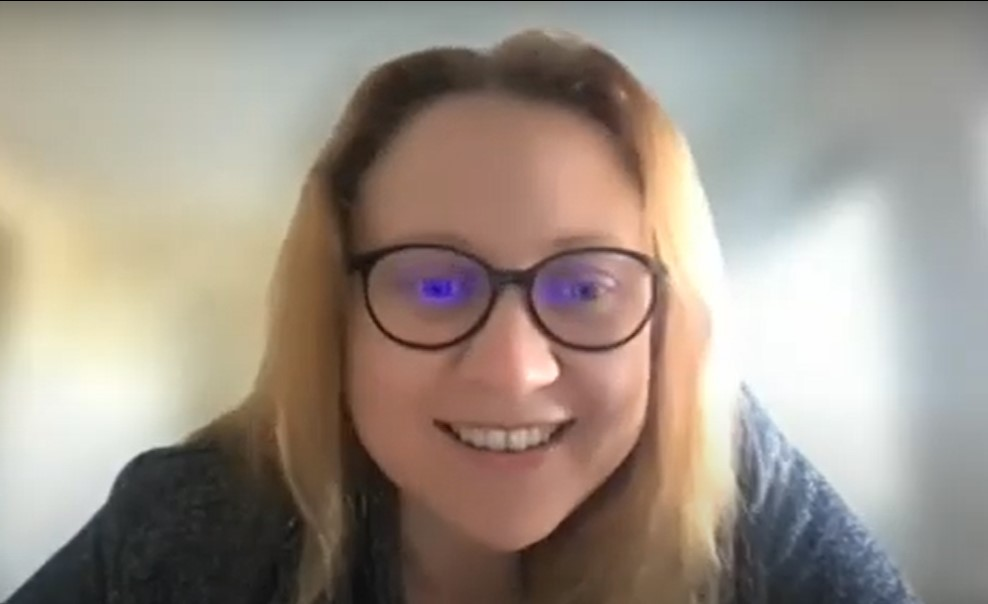
Margaret Mitchell (2022)

Margaret Mitchell (* 18. November 1983) ist eine US-amerikanische Informatikerin, die im Bereich der künstlichen Intelligenz, insbesondere auch zu ethischen Fragestellungen, forscht.

## Ausbildung
Mitchell studierte zunächst von 2001 bis 2005 Linguistik am Reed College in Portland (Oregon) und schloss mit einem Bachelor ab. Nach einem Master in Computerlinguistik an der University of Washington promovierte sie von 2009 bis 2012 an der University of Aberdeen. In ihrer Promotion beschäftigte Mitchell sich mit der Generierung von sprachlichen Referenzen für sichtbare Objekte.

## Karriere
Von 2012 bis 2013 arbeitete Mitchell als Postdoc an der Johns Hopkins University, bevor sie im Jahr 2013 als Forscherin zu Microsoft wechselte, wo sie bis 2016 in verschiedenen Forschungsteams arbeitete. Im Jahr 2017 wechselte Mitchell zu Google, wo sie zunächst im Cerebra-Team arbeitete und dann ab 2018 gemeinsam mit Timnit Gebru das Ethical AI-Team bei Google Brain leitete. Im Dezember 2020 und Februar 2021 wurden zunächst Timnit Gebru und dann auch Margaret Mitchell von Google entlassen. Google begründete die Entlassung öffentlich mit Verstößen gegen firmeninterne Richtlinien. Vorangegangen war den Entlassungen eine Kontroverse um ein gemeinsames Papier von Emily M. Bender, Gebru und anderen, in denen sie sich kritisch mit sogenannten Transformer-Modellen, die auch von Google entwickelt werden, auseinandersetzen. Aus Angst um ihren Job ist Mitchell, die an dem Papier mitgearbeitet hat, nur unter dem Pseudonym Shmargaret Shmitchell als Autorin geführt.
Nach ihrer Entlassung bei Google arbeitet Mitchell nun beim KI-Startup huggingface, wo sie Tools zum ethischen Einsatz von KI mitentwickelt.